# Vitis amazonica
Vitis amazonica là một loài thực vật hai lá mầm trong họ Nho. Loài này được (Linden) G. Nicholson miêu tả khoa học đầu tiên năm 1887.